# Pseudothemis zonata
Pseudothemis zonata är en trollsländeart som först beskrevs av Hermann Burmeister 1839.  Pseudothemis zonata ingår i släktet Pseudothemis och familjen segeltrollsländor. IUCN kategoriserar arten globalt som livskraftig. Inga underarter finns listade i Catalogue of Life.

## Bildgalleri

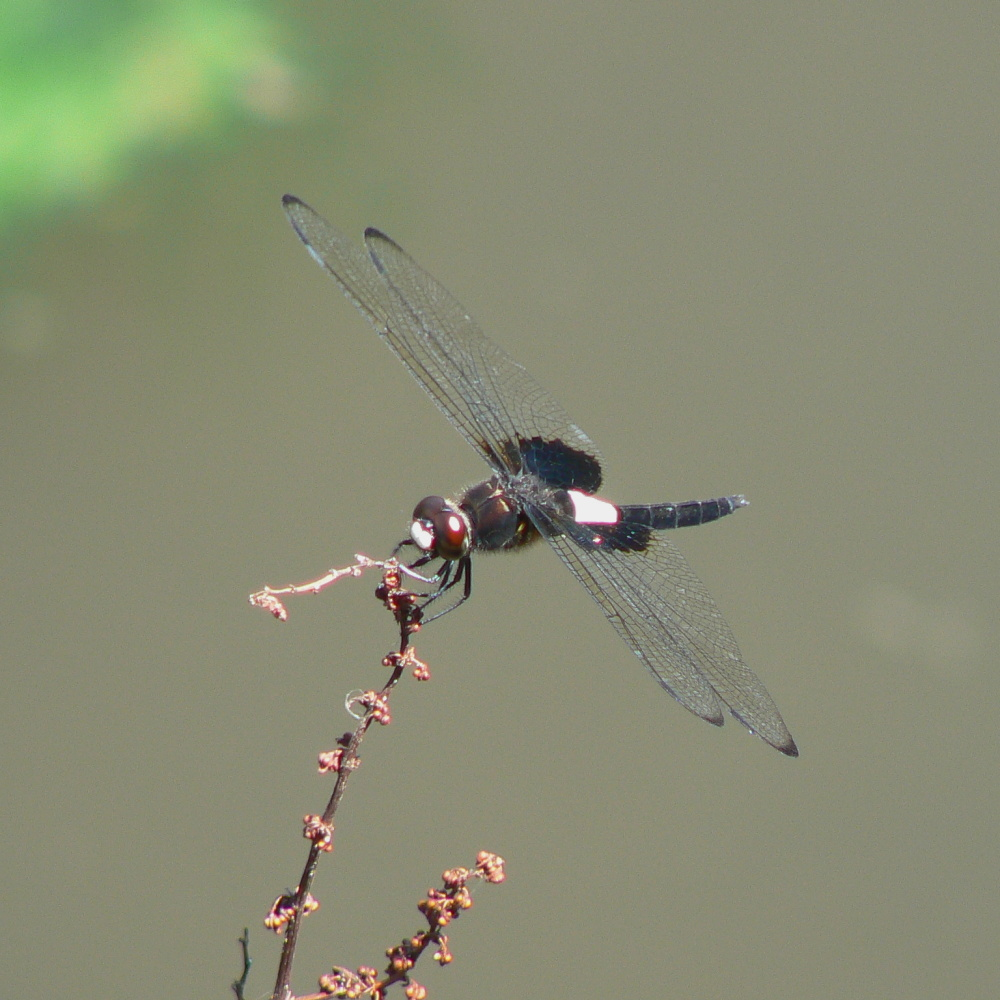
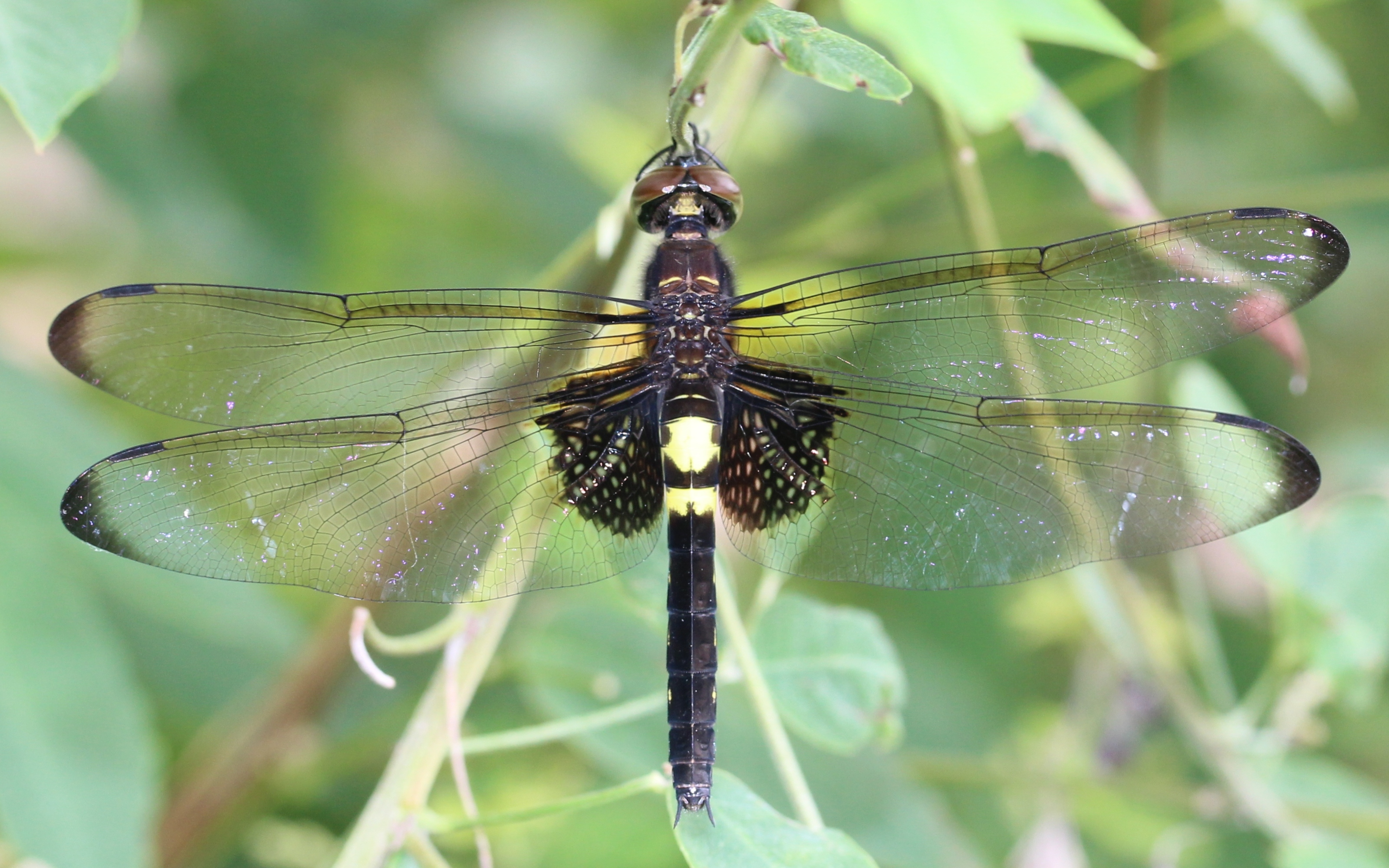
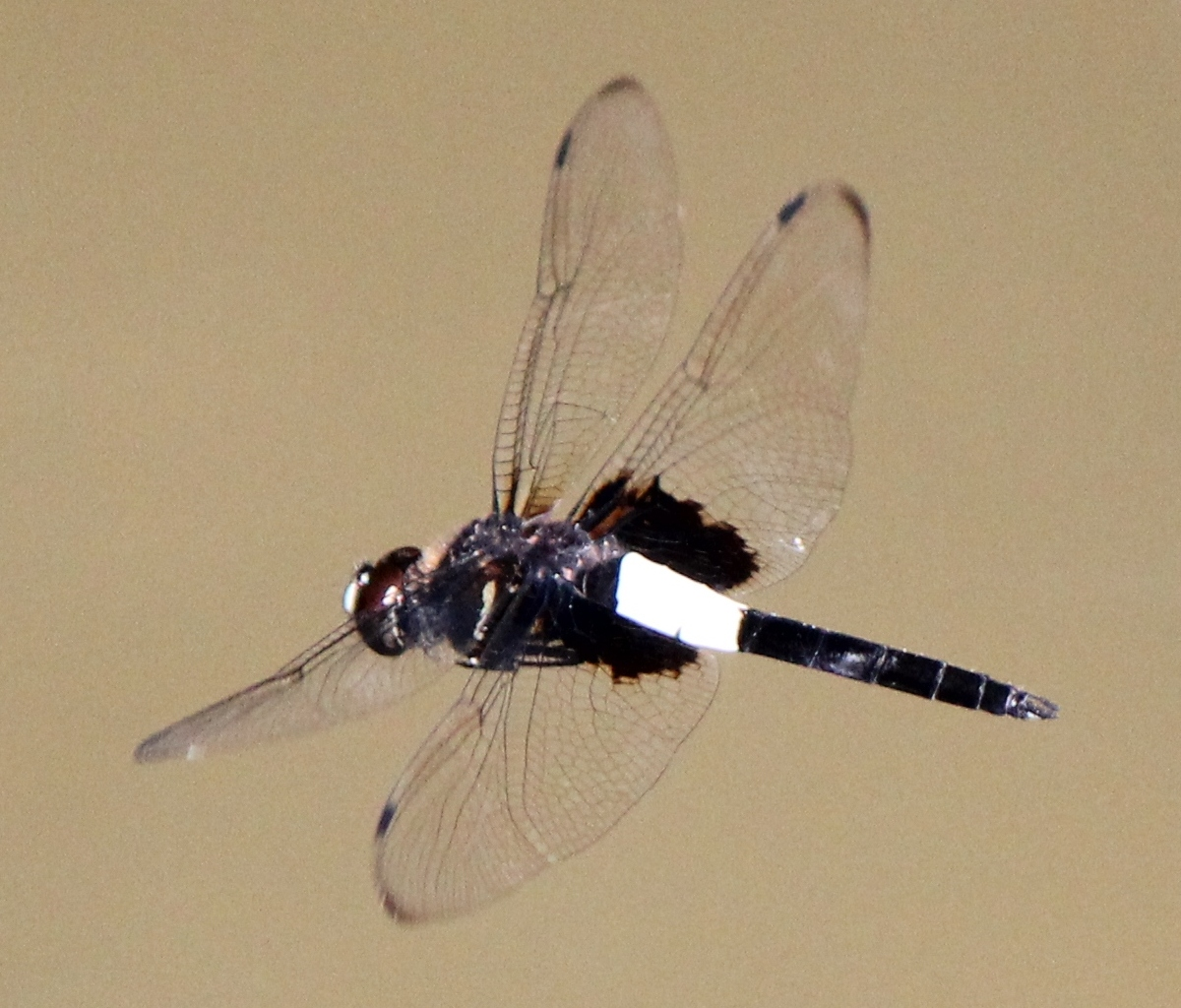
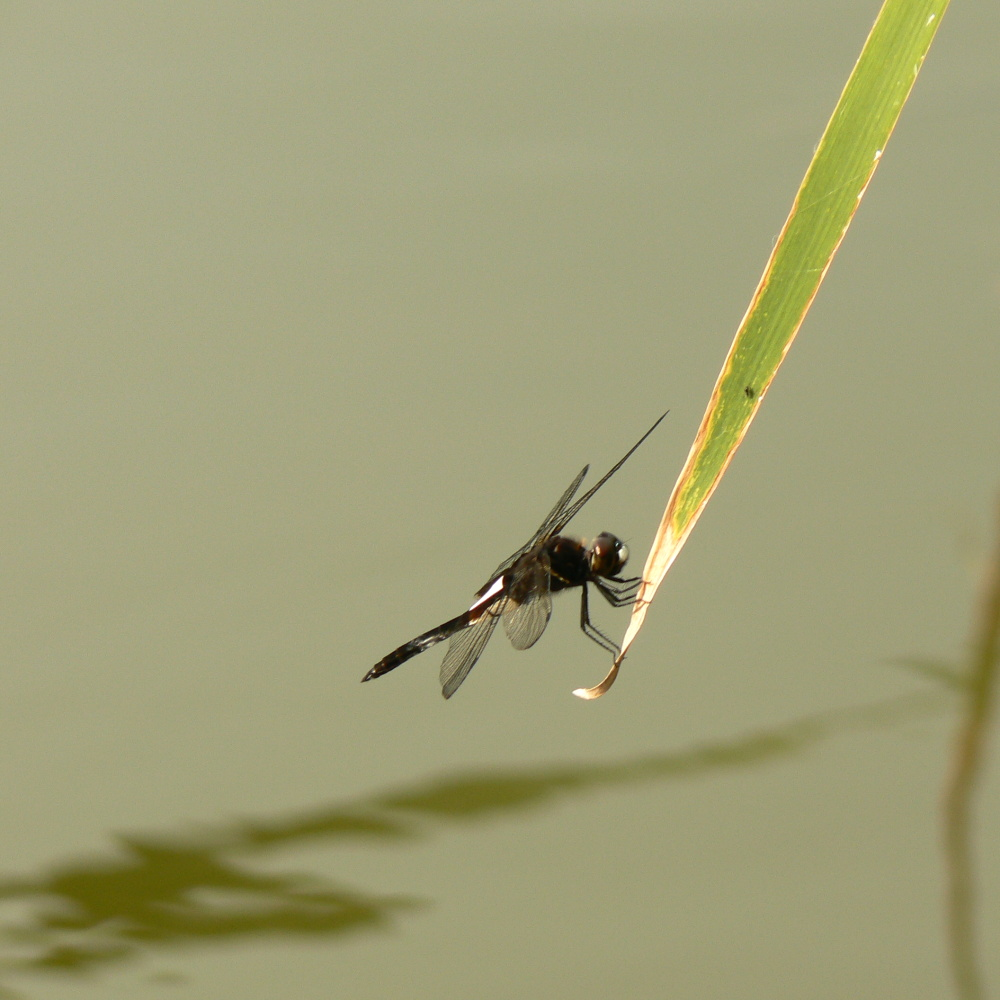
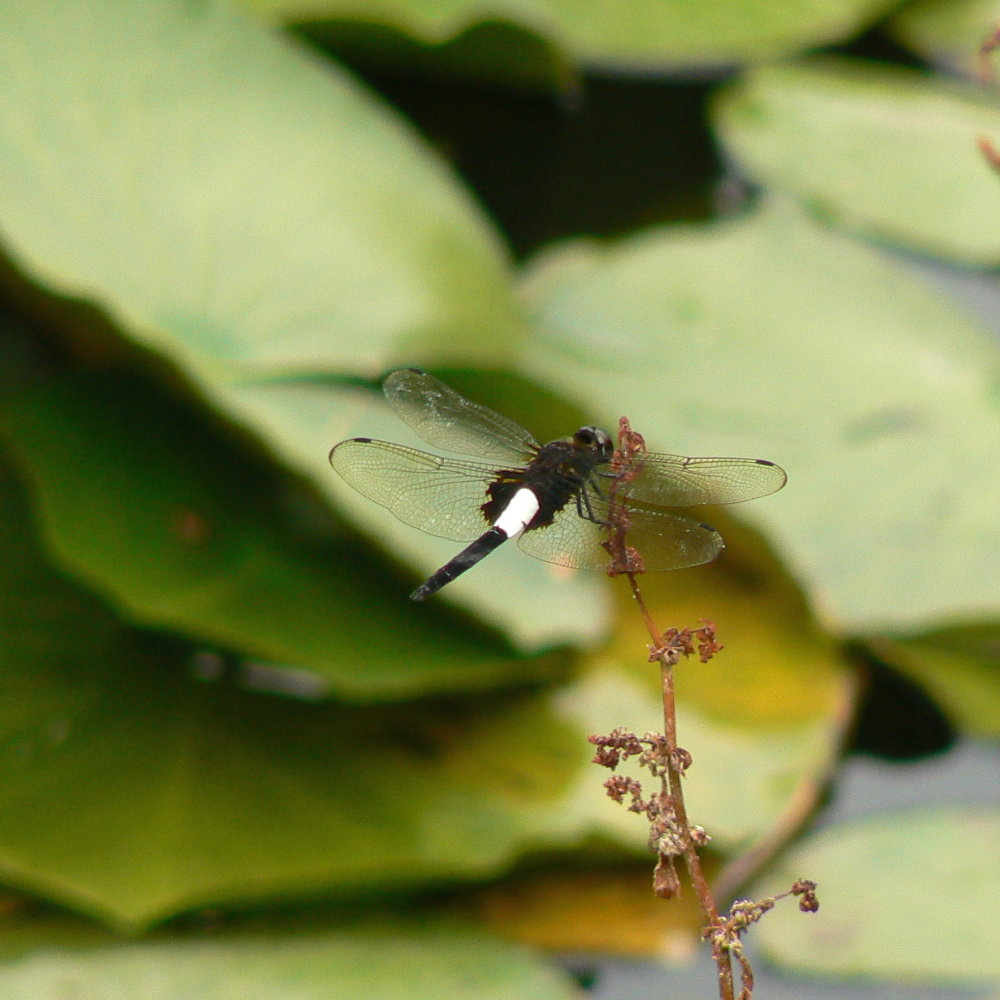
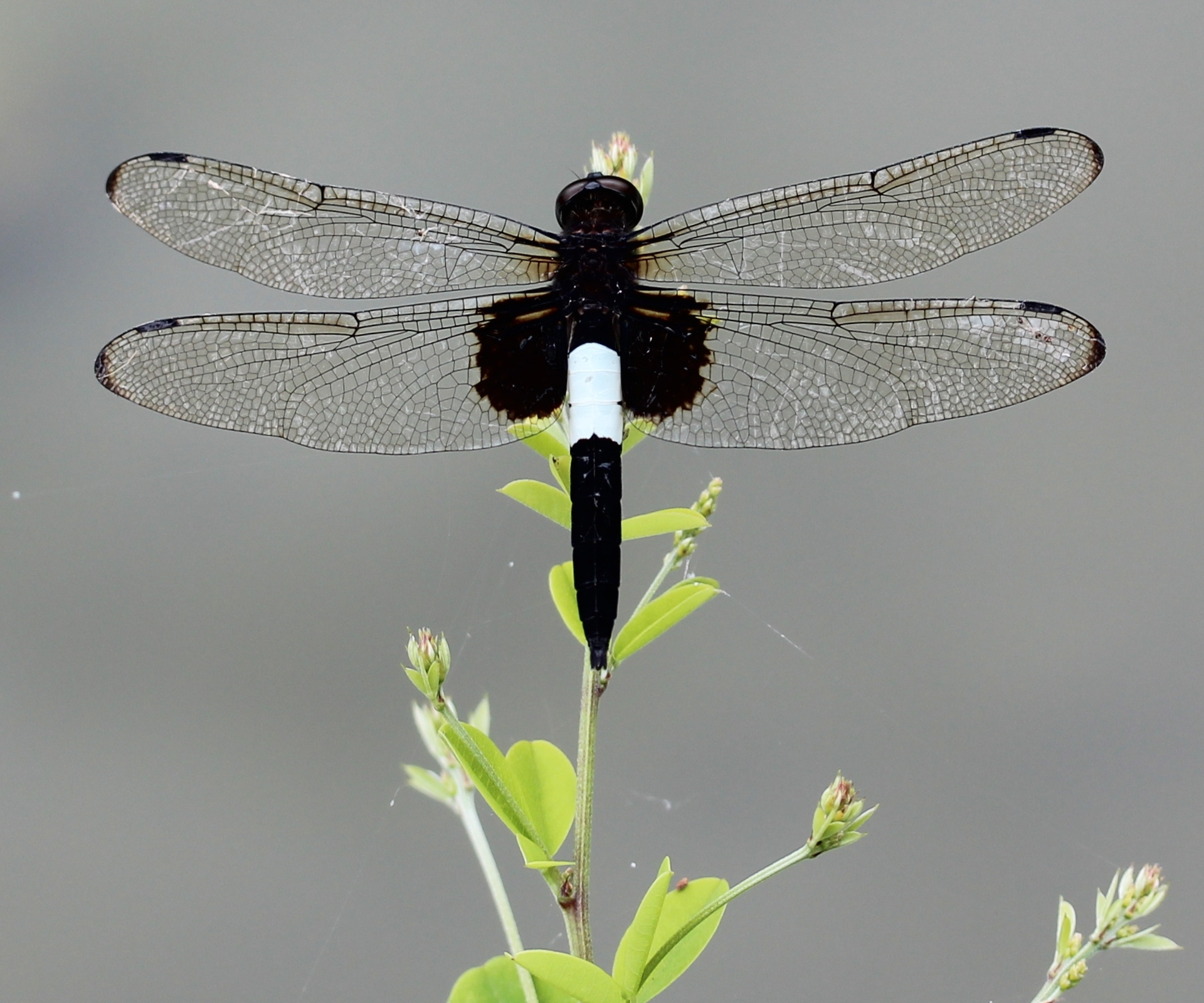